# ジロ・デ・イタリア 1926
ジロ・デ・イタリア 1926は、自転車競技のロードレース大会であるジロ・デ・イタリアの14回目のレース。1926年5月15日から6月6日まで行われた。全12区間。全行程3429km。
ジョヴァンニ・ブルネーロが3度目の総合優勝。

## 総合成績
|    | 選手名                     | 国籍         | 時間            |
| -- | -------------------------- | ------------ | --------------- |
| 1  | ジョヴァンニ・ブルネーロ   | イタリア王国 | 137時間55分59秒 |
| 2  | アルフレード・ビンダ       | イタリア王国 | +15分28秒       |
| 3  | アルトゥーノ・ブレシアーニ | イタリア王国 | +54分41秒       |
| 4  | エルマンノ・ヴァッラッツァ | イタリア王国 | +1時間11分38秒  |
| 5  | ジュゼッペ・エンリーチ     | イタリア王国 | +1時間15分57秒  |
| 6  | ピエリーノ・ベステッティ   | イタリア王国 | +1時間26分00秒  |
| 7  | ジャンバッティスタ・ジッリ | イタリア王国 | +2時間02分52秒  |
| 8  | アンジェロ・グレーモ       | イタリア王国 | +3時間16分58秒  |
| 9  | ミケーレ・ローボッティ     | イタリア王国 | +3時間41分39秒  |
| 10 | エツィオ・コルテージア     | イタリア王国 | +3時間59分18秒  |

## 総合首位
| 選手名                   | 国籍         | 首位区間 |
| ------------------------ | ------------ | -------- |
| ドメニコ・ピエモンテージ | イタリア王国 | 第1-第3  |
| コスタンテ・ジラルデンゴ | イタリア王国 | 第4-第6  |
| ジョヴァンニ・ブルネーロ | イタリア王国 | 第7-最終 |